# Paglieta
Paglieta – miejscowość i gmina we Włoszech, w regionie Abruzja, w prowincji Chieti.
Według danych na rok 2004 gminę zamieszkiwały 4384 osoby, 128,9 os./km².